# Val-du-Faby
Val-du-Faby község Franciaország Okcitánia régiójában, Aude megyében. Új községként 2019. január 1-jén jött létre két korábbi község: Fa és Rouvenac egyesítésével. Lakosainak száma 580 fő (2022. január 1.).

## Népesség
| Lakosok száma | 562  | 564  | 573  | 582  | 582  | 580  |
|               | 2017 | 2018 | 2019 | 2020 | 2021 | 2022 |